# Aeroportul Valenca
Aeroportul Valenca (IATA: VAL, ICAO: SNVB) este un aeroport din Bahia, Brazilia ce deservește zona Valença. Aeroportul a fost tranzitat în 2020 de 2.237 de pasageri. A fost numit după zona deservită.
Situat la o altitudine de 5 m, aeroportul dispune de 1 pistă.

## Infrastructură

### Piste
Aeroportul dispune de o singură pistă. Pista 4/22 are suprafața de asfalt și dimensiunile 1.800 m × 30 m. 